# صاروخ طوفان
طوفان هو صاروخ باليستي أرض - أرض بعيد المدى كشفت عنه القوات المسلحة اليمنية الموالية لحركة أنصار الله الحوثيين في سبتمبر 2023 خلال عرض عسكري وتقول حركة أنصار الله إن الصاروخ صُنِّع وطُوِّر في اليمن، بينما يتهم خصوم الحركة إيران بتزويدها بصواريخ وتقنيات صناعتها، يتراوح مدى صاروخ طوفان بين 1350 كم و 1950 كم.

## مواصفات الصاروخ
- النوع: صاروخ باليستي.
- المدى: 1350 كم - 1950 كم.[3]
- الطول: 16 م.[2]
- القطر: 1.5 متر.[2]
- وزن الراس الحربي: 650 كغ [4]
- نوع الوقود: وقود سائل[5]
- الوزن: 15 إلى 17 طناً[4]

## عملية 15 سبتمبر 2024
قام صاروخ فلسطين2 الفرط صوتي 
- بقطع 2040 كيلو متر من اليمن الى تل ابيب (يافا) خلال 11 دقيقة ونصف متجاوزا جميع منظومات الدفاع الاسرائيلية.[6] صادفت العملية ذكرى المولد النبوي.

يزعم الحوثي أن الصاروخ المستخدم صاروخ فرط صوت. يزعم الغرب أن الصاروخ صنع ايراني نقل الى اليمن في حين نفت ايران وزعمت أن الصاروخ صنع يمني .
من جانبها، أشادت حركة حماس بالعملية الحوثية، مؤكدة أن الدولة العبرية لن تحظى بالأمن بدون وقف "العدوان" على قطاع غزة.
وأشارت تقارير إسرائيلية ألى أن الدفاعات الجوية أطلقت أكثر من 20 صاروخًا من منظومتي "حيتس" و"مقلاع داود"، ولم تستطع إسقاط الصاروخ، علما بأن هذه المنظومات مخصصة للتصدي للصواريخ بعيدة المدى. بدورها، ذكرت إذاعة الجيش الإسرائيلي أن سلاح الجو يحقق في احتمالات أن صاروخ الاعتراض من منظومة "حيتس" الذي أُطلق نحو الصاروخ اليمني، "قد أصابه جزئيًا".